# Wybory parlamentarne w Danii w 1987 roku
Wybory parlamentarne w Danii w 1987 roku zostały przeprowadzone 8 września 1987. Wybory wygrała lewicowa partia Socialdemokraterne, zdobywając 29,3% głosów, co dało partii 55 mandatów w 179-osobowym Folketingu. Frekwencja wynosiła 87,1%.
| Partia                       | % głosów | liczba mandatów |
| ---------------------------- | -------- | --------------- |
| Socialdemokraterne           | 29,3%    | 55              |
| Konserwatywna Partia Ludowa  | 20,8%    | 38              |
| Socjalistyczna Partia Ludowa | 14,6%    | 24              |
| Venstre                      | 10,5%    | 22              |
| Partia Postępu               | 6,2%     | 16              |
| Det Radikale Venstre         | 5,6%     | 10              |
| Centro-Demokraci             | 4,8%     | 9               |
| Chrześcijańscy Demokraci     | 4,8%     | 9               |